# Nghệ sĩ Nhân dân Liên Xô

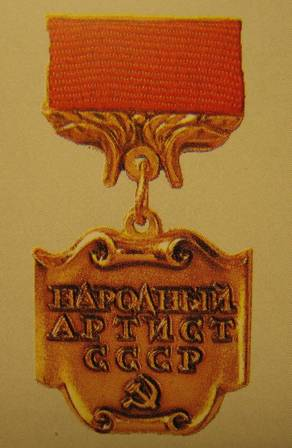
Huy chương Nghệ sĩ Nhân dân Liên Xô.

Nghệ sĩ Nhân dân Liên Xô (tiếng Nga: Наро́дный арти́ст СССР, chuyển tự Latinh: Narodný artist SSSR), đôi khi được dịch là Nghệ sĩ quốc gia Liên Xô, là một danh hiệu danh dự được trao cho các nghệ sĩ của Liên Xô.

## Thuật ngữ
Danh hiệu "Nghệ sĩ Nhân dân" có hai lối viết: "Народный артист СССР" ("Narodný artist SSSR" dành cho nam, còn "Народная артистка СССР" ("Narodnaya artistka SSSR") là dành cho nữ. Thuật ngữ này để chỉ các nghệ sĩ thuộc lĩnh vực nghệ thuật biểu diễn, tuy nhiên có lúc bị dịch lẫn lộn cho các nghệ sĩ thuộc lĩnh vực nghệ thuật thị giác, vốn dĩ được gọi là Народный художник СССР (Narodný khudozhnik SSSR).
Mỗi nước cộng hòa Xô viết và cộng hòa tự trị đều có một danh hiệu tương tự mà hầu như mọi nghệ sĩ đều đã được phong tặng từ trước khi đạt danh hiệu Nghệ sĩ Nhân dân Liên Xô.
Vì danh hiệu này do chính phủ phong tặng nên người nhận sẽ có những đặc quyền nhất định và thường sẽ nhận được thù lao từ Bộ Văn hóa Liên Xô, còn các nghệ sĩ tỏ ý chỉ trích Đảng Cộng sản Liên Xô thì hiếm lắm mới được phong danh hiệu, nếu không muốn nói là bị kiểm duyệt hoàn toàn.

## Nghệ thuật biểu diễn

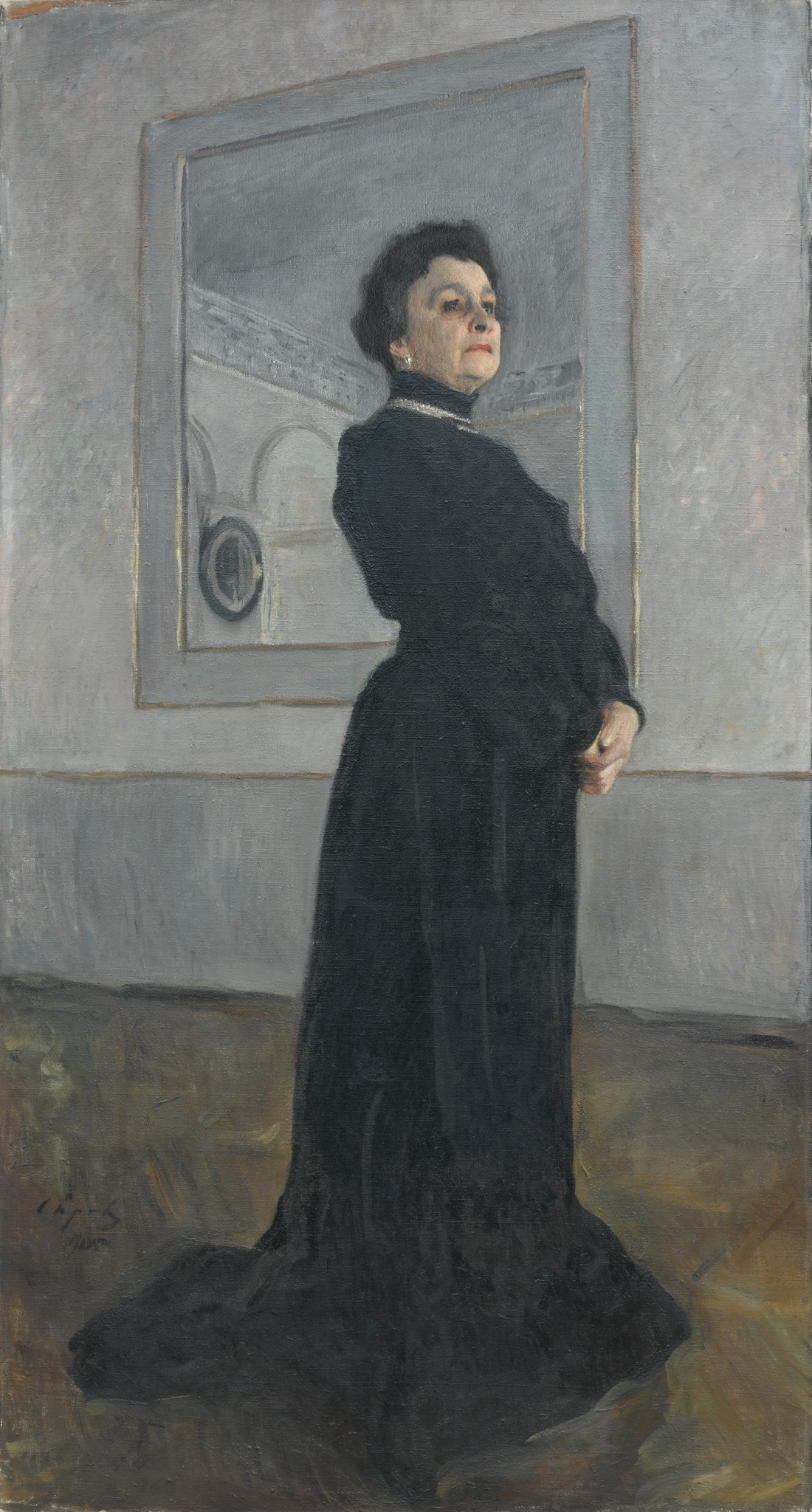
Maria Yermolova, Nghệ sĩ Nhân dân cộng hòa đầu tiên (1920).

Danh hiệu Nghệ sĩ Nhân dân đề cao các thành tựu đặc biệt trong lĩnh vực nghệ thuật biểu diễn ở Liên Xô, dành cho nhà soạn nhạc, vũ công, ca sĩ, đạo diễn phim, đạo diễn sân khấu và các diễn viên nổi tiếng nhất trong tất cả các nước cộng hòa Xô viết. Theo thống kê đã có 1010 người nhận danh hiệu.
Danh hiệu này ra đời năm 1936, thay thế cho danh hiệu "Nghệ sĩ nhân dân cộng hòa" trước đó. Các nghệ sĩ đầu tiên nhận danh hiệu mới (vào ngày 6 tháng 9 năm 1936) là Konstantin Stanislavski, Vladimir Nemirovich-Danchenko, Ivan Moskvin, Antonina Nezhdanova, Boris Shchukin, Kulyash Baiseitova,... Riêng Sofia Pilyavskaya và Oleg Yankovsky là các nghệ sĩ cuối cùng được phong tặng (vào ngày 21 tháng 12 năm 1991).
Ban đầu, danh hiệu chỉ dành cho diễn viên kịch, vũ công ba lê và ca sĩ opera, dần dà mới mở rộng sang diễn viên điện ảnh (như Lyubov Orlova), nhà soạn nhạc (như Arno Babajanian, Dmitri Shostakovich), nghệ sĩ vĩ cầm (như David Oistrakh), ca sĩ nhạc đại chúng (như Leonid Utyosov), diễn viên hài (như Arkady Raikin) và thậm chí là những nghệ sĩ xiếc như Natalya Durova và Oleg Popov.
Thông thường, các Nghệ sĩ Nhân dân phải từ 40 tuổi trở lên. Ngoại lệ cũng có, như vũ công ba lê Nadezhda Pavlova nhận danh hiệu năm 28 tuổi, hay vũ công Malika Kalantarova đến từ Tajikistan nhận danh hiệu ở tuổi 34.
Nữ nghệ sĩ ít tuổi nhất được phong tặng là ca sĩ opera người Kazakhstan Kulyash Baiseitova (1936) và Halima Nasyrova (1937) (ở tuổi 24). Nam nghệ sĩ ít tuổi nhất là ca sĩ nhạc opera và nhạc đại chúng Muslim Magomayev (1973) (ở tuổi 31). Trong số các diễn viên điện ảnh, nam diễn viên ít tuổi nhất là Sergey Bondarchuk (32 tuổi) còn nữ diễn viên ít tuổi nhất là Lyudmila Chursina, con dâu của Yuri Andropov, ở tuổi 40.
Sofia Rotaru là nữ ca sĩ nhạc đại chúng đầu tiên đạt danh hiệu Nghệ sĩ Nhân dân Liên Xô (1988), đồng thời bà còn là người duy nhất có ba danh hiệu Nghệ sĩ Nhân dân, gồm của Liên Xô vừa kê, của Ukraina (1976) và của Moldavia (1983).

## Nghệ thuật thị giác
Danh hiệu Họa sĩ nhân dân Liên Xô (Народный художник СССР) được trao cho những thành tựu đặc biệt trong một số môn nghệ thuật thị giác, gồm hội họa, điêu khắc và nhiếp ảnh. Danh hiệu thấp hơn là Họa sĩ ưu tú Liên Xô (Заслуженный художник ССCР).